# Ivó (keresztnév)
Az Ivó férfinév germán eredetű, a jelentése tiszafa. A szláv nyelvekben az Ivo az Iván beceneve.  Női párja: Ivonn.

## Gyakorisága
Az 1990-es években szórványos név, a 2000-es években nem szerepel a 100 leggyakoribb férfinév között.

## Névnapok
- május 19.[2]

## Híres Ivók
- Szent Ivó, a jogászok védőszentje († 1303)
- Ivo Karlović, horvát teniszező